# 丁茵
丁茵（Ting Yan，1940年—），原名鄧聘珍，香港著名的資深播音員及演員，從1960年代活躍至1990年代。1960年代加入麗的電視，既在電視演出，也在麗的呼聲聲演廣播劇。1980年代經常演出香港電台的教育電視節目，當時小朋友最為認識。1986年，丁茵參與無綫電視處境劇《城市故事》，飾演母親一角，與曾近榮、溫兆倫、劉淑華、梁思浩飾演主角一家五口，最為人所熟知。

## 簡歷
- 丁茵在讀書時已熱愛戲劇，經常參加業餘話劇演出，但畢業後未有立即投身廣播工作，而是在一洋行任職打字員[1]。
- 她在1959年12月30日與藝人溫泉結婚，兩人婚後育有一子，適逢《麗的映聲》招考演員，她面試後即獲得聘用，開始負責說兒童故事，及後擔任新聞報導員和演出《我是偵探》、《四千金》等[1]。
- 1968年接替離職的梁舜燕，成為「麗的三朵花」（簡稱「麗的三花」）新一員，與黎婉玲、龐碧雲並為主要女主持，[2][3] 與關英傑同為麗的電視晚間新聞主播。[4]
- 1974年，麗的晚間新聞一律起用男報導員，丁茵回到話劇組飾演電視劇。[5]
- 1976年投身佳藝電視。
- 其後，丁茵常與丈夫溫泉在香港電台聲演多齣廣播劇，又演出香港電台電視部的劇集；[6] 也參演教育電視節目直至1997年底。於2001年榮休。
- 1986年，丁茵久別螢光幕，獲無線激請參加試鏡[1]，演出無綫電視處境劇《城市故事》，深入民心。此後在無綫演出多套電視劇，多飾演慈母角色。

## 演出

### 話劇
- 1963年，王德民改編《梁祝》飾 祝英台[7]

### 麗的電視
- 1975年，《鑽石皇后》，劉松仁、李影、譚一清、丁茵主演
- 1982年，《家春秋》飾 王氏

### 佳藝電視
- 1976年，《射鵰英雄傳》飾 李萍
- 1977年，《紅樓夢》飾 王夫人
- 1978年，《雪山飛狐》飾 商老太

### 無綫電視
- 1986年，《城市故事》飾 許太
- 1988年，《當代男兒》
- 1989年，《他來自江湖》飾演女主角阮黛玉（毛舜筠）的母親曾亞好
- 1990年，《成功路上》
- 1991年，《今生無悔》飾 尤美珠
- 1991年，《灰網》飾 女主角王君妍（鄧萃雯）的母親。

### 其他
- 1991年，《廉政行動》單元三《危樓驚夢》

## 電影
- 四二六（1977年）
- 猛龍福星（1981年）
- 奇蹟（1989年）
- 最激之手（1989年）

## 廣播劇
※粗體表示者為作品中的主角或要角
| 年度     | 作品名稱                          | 播演角色                          | 備註                                                                                         |
| -------- | --------------------------------- | --------------------------------- | -------------------------------------------------------------------------------------------- |
| 1960年代 | 《姊妹情》                        | 李素君                            | 麗的呼聲中篇小說 與鄭少萍、溫泉、婉雯（徐愛貞）共等聲演。 【按此收聽】（页面存档备份，存于） |
| 1979     | 《陌上歸人》                      | 李穎母親                          | 嚴沁小說                                                                                     |
| 1979     | 《午夜結他》                      | 杜之穎母親                        | 嚴沁小說                                                                                     |
| 1979     | 《雨中康乃馨》                    | 方曼文                            | 嚴沁小說                                                                                     |
| 1979     | 《夜溫柔》                        | 潘傑母親                          | 嚴沁小說                                                                                     |
| 1979     | 《晴空》                          | 方婷母親                          | 嚴沁小說                                                                                     |
| 1980     | 《渺渺情》                        | 文家母親                          | 嚴沁小說                                                                                     |
| 1980     | 《塞外奇俠傳》                    | 納蘭夫人第五回 白髮魔女第六回     | 梁羽生小說                                                                                   |
| 1981     | 《遙遠的路》                      |                                   | 郭良蕙小說                                                                                   |
| 1981     | 《天鵝姑娘》                      | 蘭芝                              | 岑凱倫小說                                                                                   |
| 1981     | 《風信子》                        | 高瑞芳                            | 亦舒小說                                                                                     |
| 1981     | 《喜寶》                          | 姜詠麗                            | 亦舒小說                                                                                     |
| 1981     | 《香芍藥的婚事》                  | 香芍藥的母親                      | 亦舒小說                                                                                     |
| 1981     | 《笑傲江湖》                      | 寧中則                            | 金庸武俠小說                                                                                 |
| 1982     | 《神雕俠侶》                      | 李莫愁                            | 金庸武俠小說 【按此收聽】（页面存档备份，存于）                                              |
| 1982     | 《四姊妹》（Little Women 小婦人） | 馬夫人（Margaret "Marmee" March） | 歐高德（Louisa May Alcott）小說                                                              |
| 1984     | 《鄰家有女》                      | 彩姐                              | 郭良蕙小說                                                                                   |
| 1984     | 《開到荼蘼》                      | 王韵娜母親                        | 亦舒小說                                                                                     |
| 1985     | 《暝色入高樓》                    | 麗莉母親                          | 白洛小說                                                                                     |
| 1986     | 《寒煙翠》                        | 舜涓                              | 瓊瑤小說                                                                                     |
| 1986     | 《朝花夕拾》                      | 鄧愛梅                            | 亦舒小說                                                                                     |
| 1994     | 《伴我同行》                      | 程文輝母親                        | 香港電台廣播劇 程文輝原著，杜國威改編，與劉雅麗、許芬等共同演出                              |
| 1996     | 《你心我心》                      | 徐太（劉祖烈的姐姐）              | 嚴沁小說                                                                                     |
| 1999     | 《書劍恩仇錄》                    | 周大奶奶（鐵膽莊）                | 香港電台 經典重溫頻度（页面存档备份，存于）                                                  |
| 1999     | 《檸檬樹》                        | 寧兒母                            | 嚴沁小說                                                                                     |
| 2000     | 《鹿鼎記》                        | 歸二娘（華山派）                  | 香港電台金庸武俠天地                                                                         |
| 2001     | 《蟬》                            | 珍姐傭人                          | 亦舒小說                                                                                     |